# Iphiaulax spadix
Iphiaulax spadix är en stekelart som beskrevs av Juan Brèthes 1913. Iphiaulax spadix ingår i släktet Iphiaulax och familjen bracksteklar. Inga underarter finns listade i Catalogue of Life.